# Leucanthemum maestracense
Leucanthemum maestracense là một loài thực vật có hoa trong họ Cúc. Loài này được Vogt & F.H.Hellw. mô tả khoa học đầu tiên năm 1991.